# Wovenwar
Wovenwar ist eine US-amerikanische Metal-Band aus San Diego, Kalifornien.

## Geschichte
Im Mai 2013 wurde der Sänger der Band As I Lay Dying Tim Lambesis von der Polizei San Diegos verhaftet, nachdem er versuchte einen Auftragsmörder anzuwerben, der seine Ehefrau umbringen sollte. Lambesis wurde im Mai 2014 zu sechs Jahren Haft verurteilt. Die verbliebenen Musiker Jordan Mancino (Schlagzeug), Nick Hipa, Phil Sgrosso (beide Gitarre) und Josh Gilbert (Bass) wollten die Band jedoch nicht aufgeben und entschlossen sich, eine neue Band mit neuem Namen zu gründen. Laut Nick Hipa war der Name As I Lay Dying durch Lambesis Tat zu beschädigt gewesen.
Ab Juni 2013 begannen die Musiker zunächst als Quartett neue Musik zu schreiben. Auf Vorschlag von Josh Gilbert wurde Shane Blay, der Gitarrist der Band Oh, Sleeper, als möglicher Sänger gehandelt. Nachdem die Musiker mehrere Demos ausgetauscht haben, wurde Blay schließlich festes Bandmitglied. Über einen Zeitraum von einem Jahr arbeiteten die Musiker an neuen Liedern, die schließlich mit dem Produzenten Bill Stevenson aufgenommen wurden. Gemischt wurde das Debütalbum von Colin Richardson.
Im April 2014 wurde die erste Single All Rise veröffentlicht, bevor die Musiker eine Tournee im Vorprogramm von Black Label Society und Kyng spielten. Die Veröffentlichung des Debütalbums erfolgte am 1. August 2014 über Metal Blade Records. In der ersten Verkaufswoche wurde das Album in den USA etwa 7.000 Mal verkauft und das Album stieg auf Platz 36 der US-amerikanischen Albumcharts ein.
Im Herbst werden Wovenwar gemeinsam mit While She Sleeps im Vorprogramm von In Flames in Europa touren. Bereits im Vorfeld erklärten Wovenwar, dass sie keine Lieder von As I Lay Dying bei ihren Konzerten spielen werden.

## Der Bandname
Laut dem Gitarristen Nick Hipa soll der Bandname ausdrücken, dass alle Menschen gleich sind. Gewisse Charakterzüge würden sich aber im Laufe der Zeit ändern, was auch stark von dem persönlichen Umfeld der Personen beeinflusst wird.

„Es gibt so viel Bigotterie, Gewalt und Krieg, aber all dies wurde erschaffen. Sie sind nicht notwendig, sie wurden kreiert. Die Menschen vergessen, dass das menschliche Herz in jedem von uns gleich ist. Daher kommt unser Bandname.“

Um ihre Botschaft zu vermitteln haben sich Wovenwar laut Nick Hipa einen vordergründig aggressiven Namen gegeben.

## Stil
Wovenwar spielen modernen Metal mit Einflüssen aus dem Thrash Metal und Metalcore. Im Gegensatz zu As I Lay Dying verwendet Sänger Shane Blay fast ausschließlich klaren Gesang und setzt nur selten Screams oder Shouts ein. Musikalisch verarbeitet die Band laut Nick Hipa mehr rhythmische Dynamik innerhalb eines Liedes und kann mehr machen als zwischen Thrash und Downbeats pendeln.

## Diskografie

### Studioalben
| Jahr | Titel         | Höchstplatzierung, Gesamtwochen, AuszeichnungChartplatzierungen (Jahr, Titel, Platzierungen, Wochen, Auszeichnungen, Anmerkungen) | Höchstplatzierung, Gesamtwochen, AuszeichnungChartplatzierungen (Jahr, Titel, Platzierungen, Wochen, Auszeichnungen, Anmerkungen) | Höchstplatzierung, Gesamtwochen, AuszeichnungChartplatzierungen (Jahr, Titel, Platzierungen, Wochen, Auszeichnungen, Anmerkungen) | Höchstplatzierung, Gesamtwochen, AuszeichnungChartplatzierungen (Jahr, Titel, Platzierungen, Wochen, Auszeichnungen, Anmerkungen) | Höchstplatzierung, Gesamtwochen, AuszeichnungChartplatzierungen (Jahr, Titel, Platzierungen, Wochen, Auszeichnungen, Anmerkungen) | Anmerkungen                            |
| Jahr | Titel         | DE | AT | CH | UK | US | Anmerkungen                            |
| ---- | ------------- | --- | --- | --- | --- | --- | -------------------------------------- |
| 2014 | Wovenwar      | DE41 (1 Wo.)DE | AT68 (1 Wo.)AT | — | — | US36 (2 Wo.)US | Erstveröffentlichung: 5. August 2014   |
| 2016 | Honor Is Dead | DE79 (1 Wo.)DE | — | — | — | — | Erstveröffentlichung: 21. Oktober 2016 |